# Glenic
Glenic (en francès Glénic) és una localitat i comuna de França, a la regió de la Nova Aquitània, departament de la Cruesa.
La seva població al cens de 1999 era de 593 habitants. Està integrada a la Communauté de communes de Guéret-Saint-Vaury.

## Demografia
| 1968 | 1975 | 1982 | 1990 | 1999 |
| ---- | ---- | ---- | ---- | ---- |
| 574  | 531  | 581  | 605  | 593  |

## Administració
| Període | Identitat               | Partit |
| ------- | ----------------------- | ------ |
| 2008-   | Jean-Claude Chevaliéras |        |